# زبان آبخازی
زبان آبخازی زبان ساکنان بومی جمهوری آبخاز(جزو کشور گرجستان) است. این زبان جزو زبان‌های قفقازی و گروه قفقازی شمالی می‌باشد.
بیشتر آبخازها در جمهوری آبخاز زندگی می‌کنند که ۵۰.۷ درصد کل جمعیت جمهوری آبخاز را تشکیل می‌دهند. تعدادی از آبخازها در کشورهای خاورمیانه و عمدتاً ترکیه زندگی می‌کنند.

## ساختار
زبان آبخازی به دو لهجه تقسیم می‌شود: آبژو و بزیب که عمدتاً به جهت خصوصیات آوایی از یکدیگر قابل تمیزند. نخستین مطالعهٔ جامع و علمی دربارهٔ زبان آبخازی توسط محقق و قفقازشناس نامی پ.ک.اوسلار انجام شده‌است. علاوه بر آن، او مؤلف اولین دستور زبان آبخازی است که حتی امروز قابل استفاده است.
این زبان تعداد زیادی حروف بی‌صدا دارد که جمعاً ۶۵ حرف بی‌صدا با گذاشتن نشانه‌های اضافی بر روی حروف یا ترکیب چند حرف، در نوشتن به کار برده می‌شود.

## تاریخچه
در سال ۱۸۶۲م اوسلار خطی برای زبان آبخازی ابداع کرد که بر مبنای الفبای سیریلیک بود و شیوهٔ نگارش آن بر پایه گویش بزیب استوار شده بود. کتاب درسی مجزا و ترجمه‌ای از کتب مذهبی نیز طی دورهٔ گسترش زبان آبخازی، یعنی اواخر سده ۱۹م و اوایل سده ۲۰م منتشر شد. زبان نوشتاری آبخازی، پیش از انقلاب اکتبر، کمتر توسعه یافته بود و فقط توسط معدودی از افراد باسواد، به کار برده می‌شد.
پس از برقراری حکومت شوروی در آبخازیا، کوشش‌های زیادی در بهبود بیشتر زبان ادبی، خط ملی و نیز معرفی و به کارگیری آن در فضاهای مختلف زندگی فرهنگی و اقتصادی مردم به عمل آمد. در سال ۱۹۲۸م در کنفرانس آبخاز-آدیگه تصمیم گرفته شد که خط لاتینی به کار برده شود. در نتیجه، خط لاتین برای مدت ۱۰ سال به کار برده می‌شد. از سال ۱۹۳۸م تا ۱۹۵۴م، آبخازها برای نوشتن از خط گرجی استفاده می‌کردند و سپس مجدداً الفبای سیریلیک جایگزین آن شد. در دورهٔ حکومت شوروی، زبان ملی آبخاز توسعه بسیار یافته و به حد کمال رسید.
هم اکنون این زبان در رادیو و تلویزیون، مدارس، تعلیمات متوسطه در مؤسسه تعلیم و تربیت دانشگاه سوخومی، تئاتر، انتشارات متعدد سیاسی-اجتماعی و داستان‌نویسی به کار برده می‌شود. توسعه زبان آبخازی مرهون فعالیت‌ها و آثار نویسندگانی چون گولیا، چانبا، گوگونیا، پاکاس خیری، شین کوبا، خاشبا، تاربا و دیگران است.